# Saxifraga calopetala
Saxifraga calopetala är en stenbräckeväxtart som beskrevs av H. Sm.. Saxifraga calopetala ingår i Bräckesläktet som ingår i familjen stenbräckeväxter. Inga underarter finns listade i Catalogue of Life.